# República de Curitiba

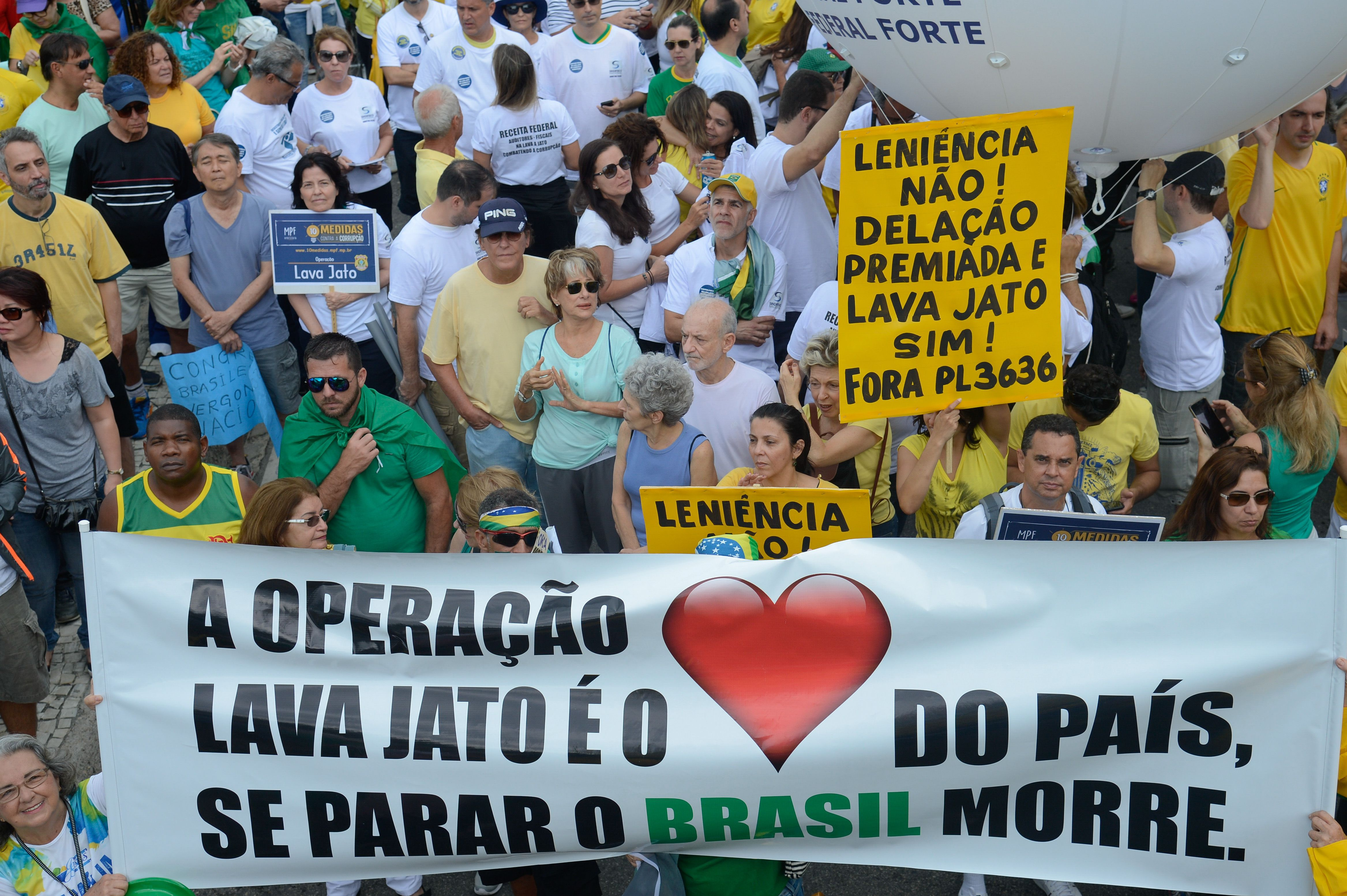
Manifestação em favor da operação Lava Jato (2016)

República de Curitiba foi uma expressão cunhada pelo presidente Luiz Inácio Lula da Silva. A expressão faz  alusão à República do Galeão, um gabinete de oposição ao governo de Getúlio Vargas que havia sido montado no aeroporto do Rio de Janeiro em 1954 pela oposição, Ministério Público Militar, Procuradoria-Geral da Justiça Militar e por setores da imprensa. Para Lula, o juiz federal Sergio Moro, conjuntamente com os procuradores da Operação Lava Jato, teria criado um enclave punitivo na comarca de Curitiba (PR), objetivando processar e julgar de maneira política e enviesada as ações envolvendo membros e apoiadores do Partido dos Trabalhadores e do Governo Dilma Rousseff. A utilização cotidiana dessa expressão pode se confundir com referências à Operação Lava Jato de modo geral.
Em oposição à expressão utilizada por Luís Inácio Lula da Silva, ferramentas de divulgação e apoio às atividades da Operação Lava Jato e do juiz Sergio Moro foram criadas. Um ex-integrante da Operação Lava Jato, Diogo Castor de Mattos violou seus deveres funcionais e foi demitido pela compra de um outdoor em homenagem à força-tarefa, com as inscrições ‘Bem-vindo à República de Curitiba; Aqui se cumpre a lei’.